# Vera Inber

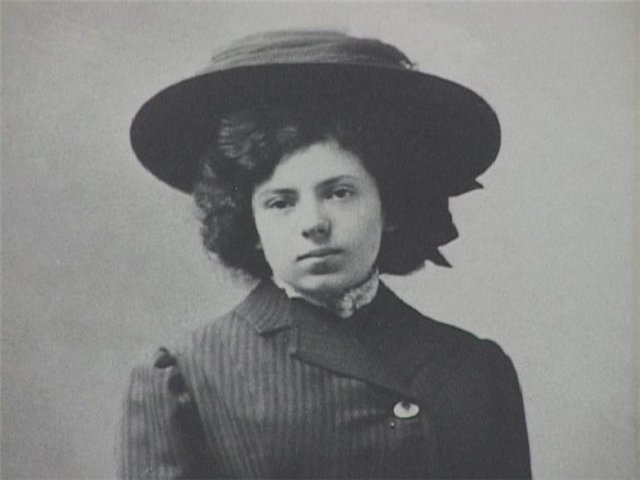
Vera Inber, 1910

Vera Michailovna Inber (Russisch: Вера Михайловна Инбер), geboren als Vera Moisjevna Spenzer (Russisch: Вера Моисеевна Шпенцер)  (Odessa, 10 juli 1890 – Moskou, 11 november 1972) was een Russisch dichteres en schrijfster van joodse afkomst.

## Leven en werk
Vera Inber werd geboren als dochter van een uitgever en studeerde geschiedenis en filologie in Odessa. Tussen 1910 en 1914 verbleef ze in Zwitserland en Parijs om zich vervolgens te vestigen in Moskou. Vanaf de jaren twintig werkte ze als journaliste en schreef ze romans, verhalen, gedichten en essays. Regelmatig reisde ze door Rusland en ook naar het buitenland. Van 1924 tot 1926 werkte ze in Brussel, Parijs en Berlijn als correspondente.
Inber sloot zich in de jaren twintig aan bij de constructivisten, hetgeen zich uitte in een beknopte schrijfstijl, die ze altijd behield. Met name haar korte verhalen werden ook in het buitenland gepubliceerd, regelmatig ook in bloemlezingen. In de jaren dertig belandden haar werken in Duitsland echter op de brandstapels van de nazi’s.
Tijdens de Tweede Wereldoorlog maakte ze het Beleg van Leningrad mee, hetgeen resulteerde in haar hoofdwerk De meridiaan van Pulkovo (1942), een verhaal in verzen over het alledaagse leven in de belegerde stad. Ook in Bijna drie jaar; Leningrads dagboek (1946) laat ze een realistisch beeld zien van deze bijna drie jaar durende nachtmerrie. 
In 1954 verschenen Inbers ingetogen herinneringen Toen ik klein was en in 1960 publiceerde ze de in Rusland geprezen en aan Lenin gewijde gedichtenbundel April. Verder vertaalde ze op latere leeftijd veel buitenlandse (en ook Oekraïense) dichters naar het Russisch. Haar werk werd in de Sovjet-Unie meermaals onderscheiden.
Ze was kort getrouwd met Aleksandr Froemkin.